# George Grosz
George Grosz (født 26. juli 1893 i Berlin, Tyskland som Georg Gross, død 6. juli 1959 i Vest-Berlin), var en tysk ekspressionistisk maler, tegner og grafiker.
Grosz er mest kendt for sine satiriske karikaturtegninger af tyskere og tyske samfundsklasser efter første verdenskrig og i Weimarrepublikken, men arbejdede også med maleri og fotomontager. Han var med til at indføre dadaismen i Berlin og dannede kunstbevægelsen Die Neue Sachlichkeit sammen med Otto Dix. Kort før Hitler kom til magten i 1933, måtte Grosz flygte og emigrere til USA. 
Grosz' krigserfaringer som tysk soldat og som civil i Berlin i 1916 og 1917 og som indlagt på et militært sindssygehus gjorde et uudsletteligt indtryk på ham. Med ubarmhjertig og skræmmende pression fortalte Grosz i sine billeder om profitjægerene, som tjente formuer på krigen og om den brutale fattigdom, og det syndige liv, det politiske kaos og borgerskabets selvtilfredshed, som fulgte i kølvandet på nederlaget. 